# 欒廷玉
欒 廷玉（らん ていぎょく）は、中国の小説で四大奇書の一つである『水滸伝』及び『蕩寇志』の登場人物。
梁山泊討伐を狙う祝家荘の武芸師範。得物から鉄棒（てつぼう）の異名をとる。独竜岡三家荘随一の武人で、鉄槌のような暗器も使いこなし、時には策を弄する知恵者でもある。孫立とは同じ師について武芸を習った兄弟弟子にあたる。

## 生涯
少年の頃から孫立とともに同じ師匠の下、武芸を学び達人と言える腕に達した。仕官した孫立とは対照的に欒廷玉は在野のままでいたが、武芸好きの3人の息子を持つ祝家荘の名主・祝朝奉に招かれ武芸師範として彼らに武芸を教授した。
祝家荘は名を上げるため、昨今躍進目覚しい盗賊集団梁山泊と一戦交える事となる。こちらよりさきに仕掛けてきた梁山泊軍を欒廷玉は祝家荘側の指揮官として迎え撃ち、自身も陣頭に立って奮戦。梁山泊の頭領の一人欧鵬に鉄槌を投げつけ骨を砕いて落馬させ、敵の猛将秦明と互角に渡り合った後、草むらに誘い込んで伏兵を使ってこれを捕縛、さらに助けようと躍り出た鄧飛も捕虜にし梁山泊軍を潰走に追い込む活躍を見せた。
その後、戦線が膠着状態になるが、しばらくして孫立が一族郎党を引き連れてやってきた。聞けば孫立は鄆州に転属になり、任地に向かう途中であったが、梁山泊と祝家荘の戦いと欒廷玉が祝家荘に雇われている事を聞き、助太刀にやってきたという。2人は再会を喜び合い、武芸に優れた孫立が加われば鬼に金棒と祝家荘の意気も上った。数日後の戦いで孫立は期待通り石秀を捕らえる活躍を見せた。翌日、勢いに乗る祝家荘は梁山泊を殲滅するべく総攻撃を仕掛け欒廷玉も村の北西へ進発するが、実は孫立たちは最初から梁山泊に通じており、祝家荘が空になった途端に造反、内と外から同時に攻められた祝家荘は陥落。欒廷玉も宋江の「ただ欒廷玉という豪傑を死なせてしまったのは残念だ」という発言から戦死したとされる。

## 欒廷玉の去就と二次創作
欒廷玉はあれだけの強敵であったにも拘らず、宋江の台詞でその死について触れられるのみで、最期の場面は一文も描かれていない。
死んだと思われた欒廷玉は戦場から落ち延びて生き延びたとする二次創作も多く、清代の『水滸後伝』では生き伸びた欒廷玉が今度は梁山泊の残党の仲間となって南宋を支えるために金と対戦するなど活躍している。その一方、『蕩寇志』では逆に梁山泊に対する雪辱を果たすべく、官軍の将として梁山泊と争っている。近年の翻案や映像作品などでも、欒廷玉の死を曖昧にしたり、孫立などが戦場から落ち延びる欒廷玉を見逃す場面を付け加える場合も多い。